# Zuniceratops
Zuniceratops é um gênero monotípico, que viveu do Turoniano Médio ao Cretáceo Superior na América do Norte. Seus fósseis, consistindo em várias partes de seu esqueleto, foram descobertos na Formação Moreno Hill, no Novo México. Caracteriza-se por  uma cabeça longa, sem chifre nasal, chifres frontais grandes e mesentério longo. Media cerca de 2,2 metros e pesada cerca de 175 quilos. Seus chifres e mesentério provavelmente eram usados como órgãos de exibição e armas durante as disputas dentro das espécies, bem como para defesa contra terópodes. Compartilhou seu habitat com Nothronychus mckinleyi e se sabe que vivia em pântanos.

## Descoberta

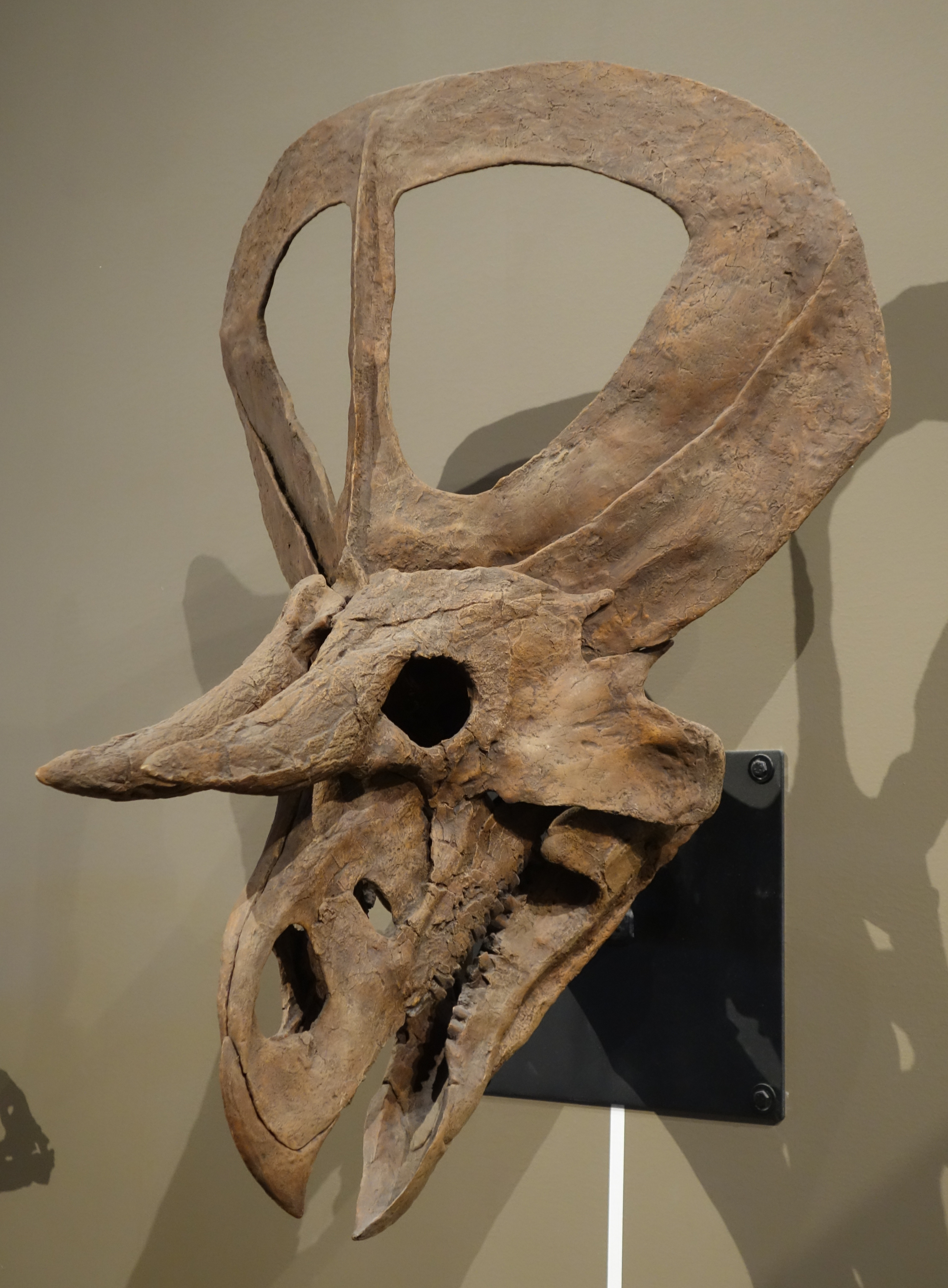
Crânio reconstruído

O Zuniceratops foi descoberto em 1996 por Christopher James Wolfe, de oito anos, filho do paleontólogo Douglas G. Wolfe, na Formação Moreno Hill, no centro-oeste do Novo México, onde foram encontrados um crânio e ossos de vários indivíduos. Essa descoberta do esqueleto ósseo do Zuniceratops foi sugerida como uma das evidências para a alegação de que o comportamento de agrupamento poderia ser uma característica sinapomórfica dos ceratopsianos. Em 2001, um osso que se acreditava ser um esquamosal foi posteriormente descoberto como sendo um ísquio de um Nothronychus.
O espécime holótipo, MSM P2101, é juvenil ou subadulto, enquanto outros espécimes, como MSM P2101 e MSM P3812, pertencem a adultos. O crânio é longo e baixo, sem chifre nasal, mas apresenta um par bem desenvolvido de chifres superciliares semelhantes aos dos casmossauríneos e dos centrossauríneos primitivos, mostrando que os chifres superciliares são características plesiomórficas.

## Descrição

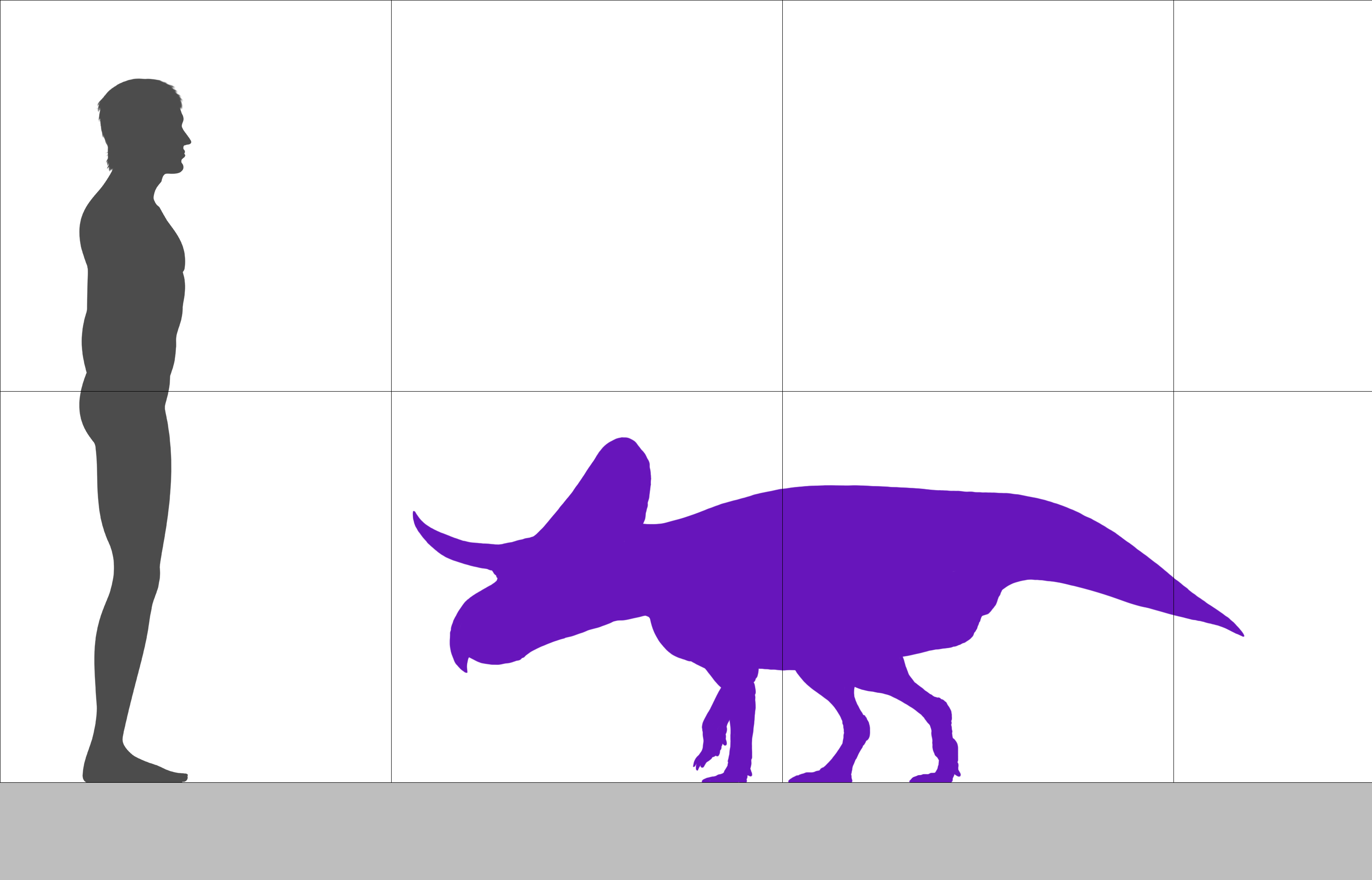
Tamanho comparado ao humano

Zuniceratops era um ceratopsiano relativamente pequeno, medindo cerca de 2,2 metros de comprimento e pesando cerca de 175 quilos. O comprimento basal do crânio é estimado em até 40 centímetros. O parietal proximal parcial apresenta um formato de "T" invertido, como no Protoceratops. Embora o primeiro espécime descoberto tivesse dentes com raiz única (incomum para ceratopsianos), fósseis maiores tinham dentes com raízes duplas, mostrando que os dentes se tornaram duplamente radiculares com a idade e que é uma característica plesiomórfica.

## Classificação

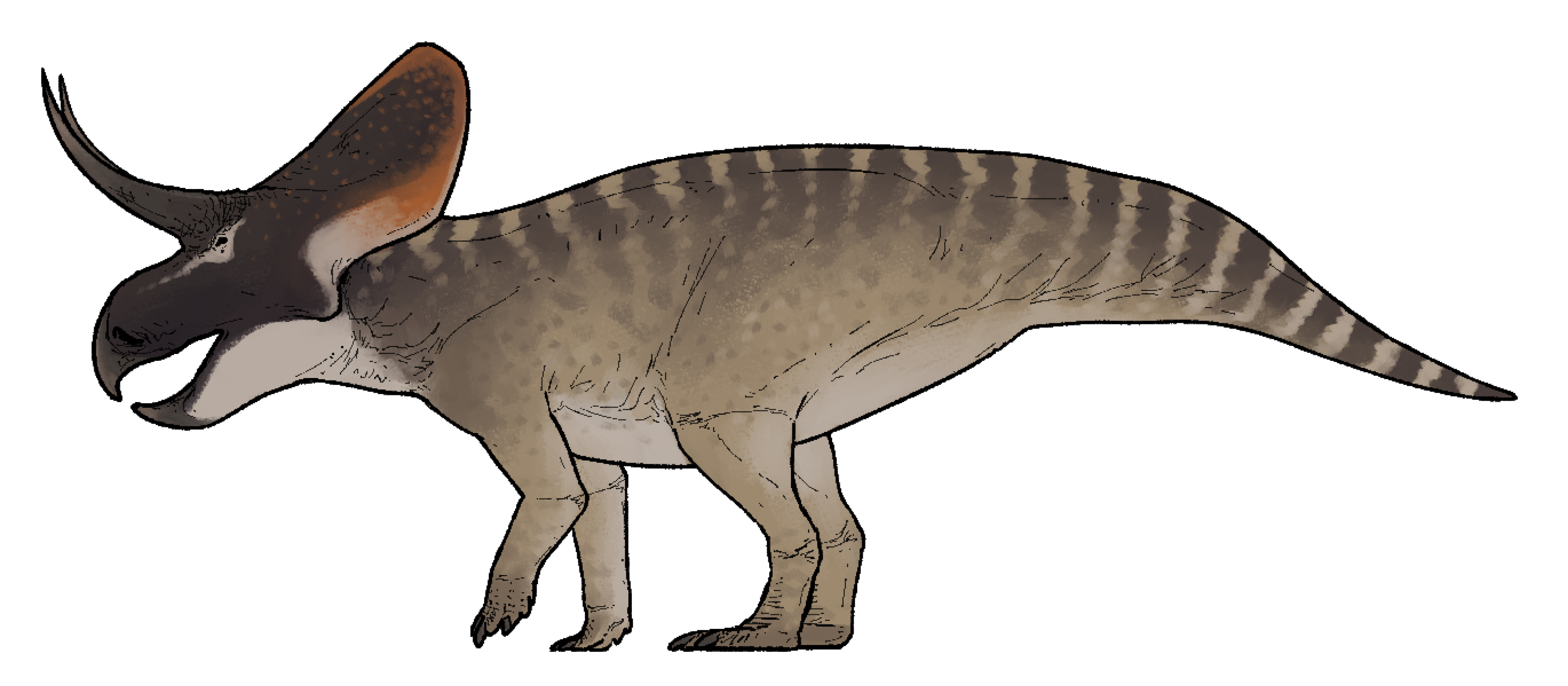
Restauração do animal em vida

Zuniceratops é um exemplo da transição evolutiva entre os primeiros ceratopsianos e os ceratopsídeos posteriores, maiores, que possuíam chifres e folhos muito grandes, apoiando a teoria de que a linhagem dos dinossauros ceratopsídeos pode ter tido origem na América do Norte. Reexames de Turanoceratops e Zuniceratops, conhecidos como dois táxons ceratopsianos críticos para a história evolutiva dos ceratopsídeos, mostraram que a origem dos ceratopsídeos não tem relação com o registro fóssil de Protoceratopse seus parentes, sendo mais antiga do que ele.
Análises filogenéticas revelam que Zuniceratops é um neoceratopsiano não ceratopsídeo, intimamente relacionado ao Turanoceratops:

|  | Bagaceratops  |
|  |               |
|  | Protoceratops |
|  |               |

|  | Turanoceratops                 |
|  |                                |
|  | \| \| Ceratopsidae \| \| \| \| |
|  |                                |
|  | Ceratopsidae                   |
|  |                                |

|  | Ceratopsidae |
|  |              |

|  | Turanoceratops                 |
|  |                                |
|  | \| \| Ceratopsidae \| \| \| \| |
|  |                                |
|  | Ceratopsidae                   |
|  |                                |

|  | Ceratopsidae |
|  |              |

|  | Bagaceratops  |
|  |               |
|  | Protoceratops |
|  |               |

|  | Turanoceratops                 |
|  |                                |
|  | \| \| Ceratopsidae \| \| \| \| |
|  |                                |
|  | Ceratopsidae                   |
|  |                                |

|  | Ceratopsidae |
|  |              |

|  | Turanoceratops                 |
|  |                                |
|  | \| \| Ceratopsidae \| \| \| \| |
|  |                                |
|  | Ceratopsidae                   |
|  |                                |

|  | Ceratopsidae |
|  |              |

|  | Bagaceratops  |
|  |               |
|  | Protoceratops |
|  |               |

|  | Turanoceratops                 |
|  |                                |
|  | \| \| Ceratopsidae \| \| \| \| |
|  |                                |
|  | Ceratopsidae                   |
|  |                                |

|  | Ceratopsidae |
|  |              |

|  | Turanoceratops                 |
|  |                                |
|  | \| \| Ceratopsidae \| \| \| \| |
|  |                                |
|  | Ceratopsidae                   |
|  |                                |

|  | Ceratopsidae |
|  |              |

|  | Bagaceratops  |
|  |               |
|  | Protoceratops |
|  |               |

|  | Turanoceratops                 |
|  |                                |
|  | \| \| Ceratopsidae \| \| \| \| |
|  |                                |
|  | Ceratopsidae                   |
|  |                                |

|  | Ceratopsidae |
|  |              |

|  | Turanoceratops                 |
|  |                                |
|  | \| \| Ceratopsidae \| \| \| \| |
|  |                                |
|  | Ceratopsidae                   |
|  |                                |

|  | Ceratopsidae |
|  |              |

|  | Leptoceratopsidae |
|  |                   |

|  | Bagaceratops  |
|  |               |
|  | Protoceratops |
|  |               |

|  | Turanoceratops                 |
|  |                                |
|  | \| \| Ceratopsidae \| \| \| \| |
|  |                                |
|  | Ceratopsidae                   |
|  |                                |

|  | Ceratopsidae |
|  |              |

|  | Turanoceratops                 |
|  |                                |
|  | \| \| Ceratopsidae \| \| \| \| |
|  |                                |
|  | Ceratopsidae                   |
|  |                                |

|  | Ceratopsidae |
|  |              |

|  | Bagaceratops  |
|  |               |
|  | Protoceratops |
|  |               |

|  | Turanoceratops                 |
|  |                                |
|  | \| \| Ceratopsidae \| \| \| \| |
|  |                                |
|  | Ceratopsidae                   |
|  |                                |

|  | Ceratopsidae |
|  |              |

|  | Turanoceratops                 |
|  |                                |
|  | \| \| Ceratopsidae \| \| \| \| |
|  |                                |
|  | Ceratopsidae                   |
|  |                                |

|  | Ceratopsidae |
|  |              |

|  | Bagaceratops  |
|  |               |
|  | Protoceratops |
|  |               |

|  | Turanoceratops                 |
|  |                                |
|  | \| \| Ceratopsidae \| \| \| \| |
|  |                                |
|  | Ceratopsidae                   |
|  |                                |

|  | Ceratopsidae |
|  |              |

|  | Turanoceratops                 |
|  |                                |
|  | \| \| Ceratopsidae \| \| \| \| |
|  |                                |
|  | Ceratopsidae                   |
|  |                                |

|  | Ceratopsidae |
|  |              |

|  | Bagaceratops  |
|  |               |
|  | Protoceratops |
|  |               |

|  | Turanoceratops                 |
|  |                                |
|  | \| \| Ceratopsidae \| \| \| \| |
|  |                                |
|  | Ceratopsidae                   |
|  |                                |

|  | Ceratopsidae |
|  |              |

|  | Turanoceratops                 |
|  |                                |
|  | \| \| Ceratopsidae \| \| \| \| |
|  |                                |
|  | Ceratopsidae                   |
|  |                                |

|  | Ceratopsidae |
|  |              |

|  | Leptoceratopsidae |
|  |                   |

## Paleoecologia
Espécimes de Zuniceratops são conhecidos da Formação Moreno Hill, que documenta uma época de agitação tectônica, atividades vulcânicas, paleoclima úmido e mudanças nas margens costeiras da América do Norte. Outros fósseis de dinossauros recuperados dessa formação são Suskityrannus, Nothronychus, Jeyawati e restos de anquilossaurianos não descritos. Três grupos de fósseis de tartarugas foram relatados: um baenídeo Edowa, um helochelidrídeo Naomichelyse um trioniquídeo indeterminado. Outros fósseis de vertebrados incluem dentes de crocodiliformes, dentes de amiídeos e escamas de peixe-agulha.